# Système Sonneborn-Berger
Le système Sonneborn-Berger est un système de départage utilisé aux échecs pour départager les joueurs à égalité de points à l'issue d'un tournoi. Il doit ses noms à William Sonneborn et Johann Berger, qui en promurent le principe en 1886 et 1887, mais la méthode avait déjà été proposée auparavant par Oscar Gelbfuhs (en 1873) et Hermann Neustadtl (en 1882). 

## Principe
Le principe du système est de considérer que si deux joueurs A et B ont obtenu les mêmes résultats contre les adversaires d'un tournoi, mais que le joueur A a battu (ou fait nulle contre) le premier du tournoi et perdu contre le dernier, tandis que le joueur B a battu (ou fait nulle contre) le dernier du tournoi et perdu contre le premier, alors la performance du joueur A est « plus méritoire » que celle du joueur B.
Le système Sonneborn-Berger favorise le joueur qui a obtenu ses meilleurs résultats (victoires et parties nulles) contre les joueurs les mieux classés du tournoi.

## Méthode
Le système Sonneborn-Berger consiste à ajouter les scores des adversaires que le joueur a battus, plus la moitié des scores des joueurs contre lesquels il a fait partie nulle (partagé les points). Les défaites sont ignorées. Lorsque le système est utilisé pour classer les ex æquo, le joueur qui a obtenu le meilleur score Sonneborn-Berger est déclaré vainqueur.
Une variante du système peut être utilisée pour classer  tous les joueurs du tournoi afin de partager les prix : pour cela on ajoute au résultat le score du joueur.

## Historique
Le principe du système fut suggéré par Oscar Gelbfuhs à l'issue du tournoi de Vienne de 1873 auquel il participait. Les joueurs n'ayant pas joué le même nombre de parties, il proposait d'additionner les scores des adversaires qu'un joueur avait battus divisés par le nombre de parties qu'ils avaient jouées, puis d'ajouter la moitié des scores des joueurs contre lesquels on avait partagé les points, en divisant encore une fois par le nombre de partie que l'adversaire avait disputées.
Le système fut simplifié par Hermann Neustadtl et publié par Chess Monthly en 1882. Neustadtl proposait de ne pas diviser les scores des adversaires par le nombre de parties disputées. Son système fut utilisé pour la première fois par le club de Liverpool en 1882-1893.
Le Londonien William Sonneborn proposa en 1886 d'ajouter dans le total de Gelbfuhs le carré du score du joueur au lieu du score lui-même. Si on souhaite départager des joueurs ex æquo, son système est équivalent aux précédents. 
Un an plus tard, en 1887, Johann Berger proposa, de manière indépendante, le même système (ajouter le carré du joueur au total de Neustadtl) sans utiliser les fractions des scores des adversaires rencontrés. Lorsque Berger découvrit qu'il avait été devancé par Sonnerborn, il suggéra d'appeler son système la méthode « Sonneborn-Berger ».
Le système fut utilisé lors du tournoi de Londres (cinquième congrès de la fédération britannique) en 1889  pour diviser le montant des prix en argent et la première place entre Henry Bird et Isidor Gunsberg (les années précédentes, les joueurs ex æquo disputaient un match de départage).
En 1891, Sonneborn écrivit au Chess Monthly pour modifier son système suggérant que la valeur des parties perdues devrait aussi être prise en compte dans le total du système. Sa méthode, trop compliquée ne fut jamais utilisée.